# Marina Sumić
Marina Sumić, née le 18 août 1991, est une taekwondoïste croate.

## Palmarès

### Championnats du monde
- Médaille d'argent  des -62 kg du Championnat du monde 2011 à Gyeongju, (Corée du Sud)

### Championnats d'Europe
- Médaille d'argent des -62 kg du Championnat d'Europe 2012 à Manchester, (Royaume-Uni)

### Championnats d'Europe pour catégories olympiques
- Médaille de bronze en 2015 à Naltchik (Russie), en catégorie des moins de 67 kg.